# Professional Disc
Professional Disc（プロフェッショナルディスク） とは、ソニーが開発した相変化記録技術を採用した光ディスク（第3世代光ディスク）の一種。略称はPFDまたはPD。
Blu-ray Discに採用されているものと同じ青紫色レーザーを採用しており、構造的には近いが両者に互換性は無い。
放送・業務用ビデオ機材XDCAMの記録メディアとして採用されている。
また、コンピュータ用補助記憶装置のメディアとしてProfessional Disc for DATA（PDD）が市販されている。

## メディア
ディスクメディアのサイズは12 cm（5.25インチ）で、丸みを帯びたカートリッジに格納される。記憶容量は片面1層で23.3 GB、片面2層で50 GB、片面3層で100 GB、片面4層で128 GBである。書き換え回数は10,000回以上、読み取り回数は100万回、データの保持寿命は青紫色レーザーを採用したUltra Density Opticalと同じ50年以上とされる。
ソニーからは1層から4層までそれぞれ『PFD23A』『PFD50DLA』『PFD100TLA』『PFD128QLW』が発売された。
またマクセルからは1層から2層までそれぞれ『PD-23SL』『PD-50DL』が発売された。

## 読み書き機器
ディスクを読み書きするための機器は以下が発売された。
- カムコーダー - 『PDW-510』『PDW-530』[6]
- プレーヤー - 『PDW-V1』[6]
- レコーダー - 『PDW-1500』『PDW-3000』[6]『PDW-F1600』[7]『PDW-HD1550』[8]
- ドライブ - 『PDW-U4』[9]

## Professional Disc for DATA
Professional Disc for DATA（PDD）はProfessional Discの規格をベースにして、データ用に特化したものである。
Blu-ray Disc用機器はもとより、Professional Disc用機器（XDCAM）での使用も不可能である。
内蔵型ドライブの『BW-F101』、書き換え型メディアの『PDDRW23』、追記型メディアの『PDDWO23』がそれぞれ2003年夏からサンプル出荷された。
また2004年にソニーはUltra 160 LVD/SE SCSIを採用した『BW-RS101』、USB2.0を採用した『BW-RU101』、オートチェンジャー搭載の『BW-J601-10』『BW-J601-20』を発売した。

## 沿革
- 2004年2月、プロフェッショナルディスク及びカムコーダーと編集機（XDCAM）を、1層23GBディスクとSD画像コーデックを搭載したXDCAMとして初めて商品化[19]。
- 2007年4月15日（現地時間）、NAB2007において、2層のProfessional Discに対応するXDCAMの発売を発表、記録媒体にソニーと米SanDiskが開発したフラッシュメモリの「SxS Memory Card」に記録する「XDCAM EX」の試作機を発表した[20]。